# Parapetalocephala
Parapetalocephala är ett släkte av insekter. Parapetalocephala ingår i familjen dvärgstritar.
Kladogram enligt Catalogue of Life:
| Parapetalocephala | \| \| Parapetalocephala montana \| \| \| \| \| \| Parapetalocephala testacea \| \| \| \| |
|                   | \| \| Parapetalocephala montana \| \| \| \| \| \| Parapetalocephala testacea \| \| \| \| |
|                   | Parapetalocephala montana                                                                |
|                   |                                                                                          |
|                   | Parapetalocephala testacea                                                               |
|                   |                                                                                          |